# Профиль (стандарты)
Про́филь — согласованный (непротиворечивый) набор стандартов и/или их фрагментов (т. е. выборок из них), созданный для нормативного обеспечения конкретного проекта или задачи.

## Профили жизненного цикла программных средств
В процессе разработки программного обеспечения выделяют 2 типа профилей:
- профили, описывающие методологию разработки («технологические профили»);
- профили, описывающие технологии, применяемые в разрабатываемом программном продукте («функциональные профили»).

Профили дополняются и корректируются по мере их применения вплоть до завершения разработки.

## Источник
Липаев В. В. Программная инженерия. Методологические основы: Учеб. М.: ТЭИС, 2006. — 608 с. — ISBN 5-7598-0424-3 (в пер.)